# Giuliana González Ranzuglia
Giuliana González Ranzuglia (José C. Paz, Buenos Aires, Argentina; 18 de junio de 2002) es una futbolista argentina. Juega de defensora central en River Plate de la Primera División Femenina de Argentina. Fue convocada en abril de 2021 a la Selección Argentina de Fútbol.

## Trayectoria

### River Plate
Forma parte del primer equipo del "millonario" desde julio de 2019.

## Selección nacional

### Selección argentina sub-20
En marzo de 2020 fue convocada a la selección nacional de Argentina sub-20 para disputar el Sudamericano sub-20 femenino.

### Selección Argentina
En abril de 2021 fue citada por Carlos Borello a la selección mayor, junto a su compañera de equipo, Martina Del Trecco.

## Clubes
| Club        | País      | Año             |
| ----------- | --------- | --------------- |
| River Plate | Argentina | 2019 - presente |